# Cervus hanglu hanglu
L'hangul o cervo del Kashmir (Cervus hanglu hanglu J. A. Wagner, 1844) è una sottospecie di cervo dell'Asia centrale endemica del Kashmir (India). Vive nelle fitte foreste ripariali delle alte vallate e delle montagne della valle del Kashmir e della parte settentrionale del distretto di Chamba nell'Himachal Pradesh. Nel Kashmir, è presente nel parco nazionale di Dachigam, dove gode di completa protezione, mentre altrove è gravemente minacciato. Negli anni '40, la sua popolazione comprendeva tra i 3000 e i 5000 individui, ma da allora la distruzione dell'habitat, il sovrapascolo ad opera del bestiame domestico e il bracconaggio ne hanno ridotto drasticamente il numero. Originariamente era trattato come una sottospecie di cervo nobile (Cervus elaphus), ma alcune ricerche genetiche che ne hanno studiato il DNA mitocondriale hanno portato gli studiosi a inserirlo nel clade asiatico del wapiti (Cervus canadensis). La IUCN e l'American Society of Mammalogists, tuttavia, lo classificano nella nuova specie ribattezzata cervo dell'Asia centrale (Cervus hanglu), della quale costituisce la sottospecie nominale (Cervus hanglu hanglu). Secondo un censimento del 2019, ne rimarrebbero solamente 237 esemplari.

## Descrizione
I maschi misurano 190-205 cm di lunghezza e un'altezza al garrese di 125-145 cm; nelle femmine, più piccole, tali misure sono rispettivamente di 180-195 cm e 110-120 cm. Il peso è di 150-240 kg nei primi e 110-170 kg nelle seconde. Il manto è di colore marrone uniforme opaco, con una piccola chiazza bianco-arancio sul posteriore contornata da un'ampia banda nera e la coda nera. Per quanto riguarda l'aspetto della macchia sul posteriore, ricorda più le sottospecie asiatiche di wapiti che il cervo nobile europeo. In inverno il manto diviene marrone scuro, con fianchi e zampe più chiari. L'addome, le labbra, il mento e la parte interna delle orecchie sono bianchi. In estate il manto schiarisce e può presentare alcune macchie. I grossi palchi presentano cinque punte: il ramo principale è notevolmente incurvato all'indietro, mentre la prima e la seconda punta sono generalmente ravvicinate e situate sopra la rosetta.

## Distribuzione e habitat
Nel Kashmir l'hangul sopravvive nel parco nazionale di Dachigam, ad altitudini superiori a 3000 metri, ma anche nel santuario naturale di Rajparian (distretto di Anantnag), nella riserva di Overa-Aru, nella valle del Sind e nelle foreste di Kishtwar e di Bhaderwah. Vive nelle foreste umide, sia di latifoglie che di conifere, ad altitudini comprese tra 1500 e 3600 metri, e nei prati di montagna.

## Biologia
In estate i maschi si spostano al di sopra del limite delle nevi (2700-3600 metri), per poi scendere nuovamente per congiungersi alle femmine in ottobre. Durante la stagione degli amori, i maschi fanno risuonare le vallate con il loro bramito.

## Conservazione
Agli inizi del XX secolo la popolazione di hangul contava circa 5000 esemplari, ma sfortunatamente furono decimati dalla distruzione dell'habitat, dal sovrapascolo ad opera del bestiame domestico e dal bracconaggio. Nel 1970 ne rimanevano meno di 150 capi. Comunque, lo stato di Jammu e Kashmir, in collaborazione con la IUCN e il WWF, mise in atto un apposito programma di conservazione, noto come Project Hangul. Questo diede fin da subito i suoi frutti e nel 1980 la popolazione era nuovamente salita a più di 340 capi.
Tuttavia, da allora la situazione è nuovamente peggiorata, data anche la carenza di misure di protezione vere e proprie a causa del persistente stato di conflitto della regione. Nel 2004 il numero di cervi era crollato a 197, ulteriormente sceso a 153 nel 2006. Nel 2015 la popolazione era risalita a 186.
L'ultimo censimento, del 2019, ha registrato la presenza di 237 esemplari, non più confinati al parco nazionale di Dachigam. Essi infatti hanno ripreso a percorrere un antico sentiero migratorio che, attraverso la valle del Sind, li conduce fino a Tulail nella valle del Gurez. Era dagli inizi del XX secolo che il sentiero non veniva più utilizzato.